# Aeroporto di Subang-Sultano Abdul Aziz Shah
L'Aeroporto di Subang-Sultano Abdul Aziz Shah (IATA: SZB, ICAO: WMSA) (in malese: Lapangan Terbang Antarabangsa Penang), definito come internazionale dal Department of Civil Aviation Malaysia, è un aeroporto internazionale malese situato nella Penisola della Malacca nei pressi della città di Subang Jaya a 15 km a ovest di Kuala Lumpur nello Stato federato di Selangor. La struttura è dotata di una pista di asfalto lunga 3780 m e larga 45 m, l'altitudine è di 27 m, l'orientamento della pista è RWY 15-33. L'aeroporto è aperto al traffico commerciale 24 ore al giorno ed è intitolato al Salahuddin di Selangor Abdul Aziz, Re della Malaysia dal 1999 al 2001.